# Élections cantonales de 2011 dans la Vienne

Les élections cantonales ont eu lieu les 20 et 27 mars 2011.

## Contexte départemental

### Assemblée départementale sortante
Avant les élections, le conseil général de la Vienne est présidé par Claude Bertaud (UMP). Il comprend 38 conseillers généraux issus des 38 cantons de la Vienne ; 19 d'entre eux sont renouvelables lors de ces élections.
| Parti                             | Sigle | Élus | Groupe politique                   |
| --------------------------------- | ----- | ---- | ---------------------------------- |
| Majorité (20 sièges)              |       |      |                                    |
| Divers droite                     | DVD   | 10   | Élus de la Majorité départementale |
| Union pour un mouvement populaire | UMP   | 6    | Élus de la Majorité départementale |
| Nouveau Centre                    | NC    | 1    | Élus de la Majorité départementale |
| Divers droite                     | DVD   | 2    | Initiatives et Progrès             |
| Union pour un mouvement populaire | UMP   | 1    | Initiatives et Progrès             |
| Opposition (18 sièges)            |       |      |                                    |
| Parti socialiste                  | PS    | 17   | Élus de gauche                     |
| Parti communiste français         | PCF   | 1    | Élus de gauche                     |
| Président du conseil général      |       |      |                                    |
| Claude Bertaud (UMP)              |       |      |                                    |

## Résultats à l'échelle du département

### Résultats en nombre de sièges
| Parti | Sièges mis en jeu | Élus | Évolution |
| ----- | ----------------- | ---- | --------- |
| PS    | 8                 | 7    | -1        |
| DVD   | 7                 | 9    | +2        |
| UMP   | 4                 | 3    | -1        |

### Assemblée départementale à l'issue des élections
| Parti                             | Sigle | Élus |
| --------------------------------- | ----- | ---- |
| Majorité (21 sièges)              |       |      |
| Divers droite                     | DVD   | 15   |
| Union pour un mouvement populaire | UMP   | 6    |
| Opposition (17 sièges)            |       |      |
| Parti socialiste                  | PS    | 16   |
| Parti communiste français         | PCF   | 1    |
| Président du conseil général      |       |      |
| Claude Bertaud (UMP)              |       |      |

## Résultats par canton

### Canton de Charroux
| Candidats      | Candidats               | Étiquette      | Premier tour | Premier tour |
| Candidats      | Candidats               | Étiquette      | Voix         | %            |
| -------------- | ----------------------- | -------------- | ------------ | ------------ |
|                | Yves Gargouil*          | DVD            | 803          | 51,57        |
|                | Pascal Maillou          | PS             | 675          | 43,35        |
|                | Marie-Madeleine Joubert | EÉLV           | 79           | 5,07         |
|                |                         |                |              |              |
| Inscrits       | Inscrits                | Inscrits       | 2 877        | 100,00       |
| Abstentions    | Abstentions             | Abstentions    | 1 230        | 42,75        |
| Votants        | Votants                 | Votants        | 1 647        | 57,25        |
| Blancs et nuls | Blancs et nuls          | Blancs et nuls | 90           | 5,46         |
| Exprimés       | Exprimés                | Exprimés       | 1 557        | 94,54        |

*sortant

### Canton de Châtellerault-Ouest
| Candidats      | Candidats           | Étiquette      | Premier tour | Premier tour | Second tour | Second tour |
| Candidats      | Candidats           | Étiquette      | Voix         | %            | Voix        | %           |
| -------------- | ------------------- | -------------- | ------------ | ------------ | ----------- | ----------- |
|                | Michel Guerin       | PS             | 1 561        | 42,58        | 2 624       | 68,00       |
|                | Philippe Mis        | DVD            | 854          | 23,30        | 1 235       | 32,00       |
|                | Jean-Claude Monaury | PCF            | 540          | 14,73        |             |             |
|                | Gilles Durand       | EÉLV           | 486          | 13,26        |             |             |
|                | Hindeley Mattard    | DVD            | 225          | 6,14         |             |             |
|                |                     |                |              |              |             |             |
| Inscrits       | Inscrits            | Inscrits       | 10 828       | 100,00       | 10 828      | 100,00      |
| Abstentions    | Abstentions         | Abstentions    | 6 952        | 64,20        | 6 647       | 61,39       |
| Votants        | Votants             | Votants        | 3 876        | 35,80        | 4 181       | 38,61       |
| Blancs et nuls | Blancs et nuls      | Blancs et nuls | 210          | 5,42         | 322         | 7,70        |
| Exprimés       | Exprimés            | Exprimés       | 3 666        | 94,58        | 3 859       | 92,30       |

### Canton de Châtellerault-Sud
| Candidats      | Candidats          | Étiquette      | Premier tour | Premier tour | Second tour | Second tour |
| Candidats      | Candidats          | Étiquette      | Voix         | %            | Voix        | %           |
| -------------- | ------------------ | -------------- | ------------ | ------------ | ----------- | ----------- |
|                | Christian Michaud* | PS             | 1 395        | 36,34        | 2 801       | 66,20       |
|                | Éric Audebert      | FN             | 799          | 20,81        | 1 430       | 33,80       |
|                | Alain Lepore       | UMP            | 513          | 13,36        |             |             |
|                | Gilles Michaud     | PRG            | 415          | 10,81        |             |             |
|                | Pierre Baraudon    | PCF            | 369          | 9,61         |             |             |
|                | Catherine Barrault | EÉLV           | 348          | 9,06         |             |             |
|                |                    |                |              |              |             |             |
| Inscrits       | Inscrits           | Inscrits       | 10 632       | 100,00       | 10 632      | 100,00      |
| Abstentions    | Abstentions        | Abstentions    | 6 661        | 62,65        | 6 063       | 57,03       |
| Votants        | Votants            | Votants        | 3 971        | 37,35        | 4 569       | 42,97       |
| Blancs et nuls | Blancs et nuls     | Blancs et nuls | 132          | 3,32         | 338         | 7,40        |
| Exprimés       | Exprimés           | Exprimés       | 3 839        | 96,68        | 4 231       | 92,60       |

*sortant

### Canton de Chauvigny
| Candidats      | Candidats       | Étiquette      | Premier tour | Premier tour | Second tour | Second tour |
| Candidats      | Candidats       | Étiquette      | Voix         | %            | Voix        | %           |
| -------------- | --------------- | -------------- | ------------ | ------------ | ----------- | ----------- |
|                | Alain Fouché*   | UMP            | 2 276        | 46,59        | 2 756       | 59,13       |
|                | Sylvie Pailler  | PS             | 1 028        | 21,04        | 1 905       | 40,87       |
|                | Gérard Herbert  | DVD            | 897          | 18,36        |             |             |
|                | Alain Lebeau    | PCF            | 402          | 8,23         |             |             |
|                | Jean-Luc Sevaux | EÉLV           | 282          | 5,77         |             |             |
|                |                 |                |              |              |             |             |
| Inscrits       | Inscrits        | Inscrits       | 8 702        | 100,00       | 8 702       | 100,00      |
| Abstentions    | Abstentions     | Abstentions    | 3 709        | 42,62        | 3 808       | 43,76       |
| Votants        | Votants         | Votants        | 4 993        | 57,38        | 4 894       | 56,24       |
| Blancs et nuls | Blancs et nuls  | Blancs et nuls | 108          | 2,16         | 233         | 4,76        |
| Exprimés       | Exprimés        | Exprimés       | 4 885        | 97,84        | 4 661       | 95,24       |

*sortant

### Canton de Civray
| Candidats      | Candidats             | Étiquette      | Premier tour | Premier tour | Second tour | Second tour |
| Candidats      | Candidats             | Étiquette      | Voix         | %            | Voix        | %           |
| -------------- | --------------------- | -------------- | ------------ | ------------ | ----------- | ----------- |
|                | Jean-Olivier Geoffroy | DVD            | 1 689        | 48,52        | 1 988       | 53,40       |
|                | Philippe Gautron      | PS             | 1 297        | 37,26        | 1 735       | 46,60       |
|                | Jean-Luc Archimbault  | PCF            | 260          | 7,47         |             |             |
|                | Michel Chéron         | EÉLV           | 235          | 6,75         |             |             |
|                |                       |                |              |              |             |             |
| Inscrits       | Inscrits              | Inscrits       | 6 494        | 100,00       | 6 494       | 100,00      |
| Abstentions    | Abstentions           | Abstentions    | 2 887        | 44,46        | 2 656       | 40,90       |
| Votants        | Votants               | Votants        | 3 607        | 55,54        | 3 838       | 59,10       |
| Blancs et nuls | Blancs et nuls        | Blancs et nuls | 126          | 3,49         | 115         | 3,00        |
| Exprimés       | Exprimés              | Exprimés       | 3 481        | 96,51        | 3 723       | 97,00       |

### Canton de Couhé
| Candidats      | Candidats        | Étiquette      | Premier tour | Premier tour | Second tour | Second tour |
| Candidats      | Candidats        | Étiquette      | Voix         | %            | Voix        | %           |
| -------------- | ---------------- | -------------- | ------------ | ------------ | ----------- | ----------- |
|                | André Sénécheau* | DVD            | 1 169        | 40,46        | 1 535       | 51,08       |
|                | Joël Peninon     | PS             | 896          | 31,01        | 1 470       | 48,92       |
|                | Éric Perrain     | FN             | 373          | 12,91        |             |             |
|                | Thomas Camus     | EÉLV           | 259          | 8,97         |             |             |
|                | Georges Pingault | PCF            | 192          | 6,65         |             |             |
|                |                  |                |              |              |             |             |
| Inscrits       | Inscrits         | Inscrits       | 5 956        | 100,00       | 5 956       | 100,00      |
| Abstentions    | Abstentions      | Abstentions    | 2 959        | 49,68        | 2 734       | 45,90       |
| Votants        | Votants          | Votants        | 2 997        | 50,32        | 3 222       | 54,10       |
| Blancs et nuls | Blancs et nuls   | Blancs et nuls | 108          | 3,60         | 217         | 6,73        |
| Exprimés       | Exprimés         | Exprimés       | 2 889        | 96,40        | 3 005       | 93,27       |

*sortant

### Canton de Loudun
| Candidats      | Candidats         | Étiquette      | Premier tour | Premier tour | Second tour | Second tour |
| Candidats      | Candidats         | Étiquette      | Voix         | %            | Voix        | %           |
| -------------- | ----------------- | -------------- | ------------ | ------------ | ----------- | ----------- |
|                | Elefthérios Benas | DVD            | 1 966        | 46,47        | 2 533       | 62,96       |
|                | Philippe Fortin   | PS             | 693          | 16,38        | 1 490       | 37,04       |
|                | Josiane Marie     | FN             | 528          | 12,48        |             |             |
|                | Patrice Wozniak   | SE             | 500          | 11,82        |             |             |
|                | Thierry Perreau   | EÉLV           | 342          | 8,08         |             |             |
|                | Jean-Yves Lepinay | PCF            | 202          | 4,77         |             |             |
|                |                   |                |              |              |             |             |
| Inscrits       | Inscrits          | Inscrits       | 9 346        | 100,00       | 9 346       | 100,00      |
| Abstentions    | Abstentions       | Abstentions    | 4 908        | 52,51        | 4 968       | 53,16       |
| Votants        | Votants           | Votants        | 4 438        | 47,49        | 4 378       | 46,84       |
| Blancs et nuls | Blancs et nuls    | Blancs et nuls | 207          | 4,66         | 355         | 8,11        |
| Exprimés       | Exprimés          | Exprimés       | 4 231        | 95,34        | 4 023       | 91,89       |

### Canton de Lusignan
| Candidats      | Candidats         | Étiquette      | Premier tour | Premier tour | Second tour | Second tour |
| Candidats      | Candidats         | Étiquette      | Voix         | %            | Voix        | %           |
| -------------- | ----------------- | -------------- | ------------ | ------------ | ----------- | ----------- |
|                | René Gibault*     | PS             | 1 939        | 50,14        | 2 505       | 66,36       |
|                | Éric Terriere     | DVD            | 907          | 23,45        | 1 270       | 33,64       |
|                | Samuel Bougrier   | PCF            | 548          | 14,17        |             |             |
|                | Thomas Perraud    | EÉLV           | 328          | 8,48         |             |             |
|                | Guillaume Verdier | DVD            | 145          | 3,75         |             |             |
|                |                   |                |              |              |             |             |
| Inscrits       | Inscrits          | Inscrits       | 8 193        | 100,00       | 8 193       | 100,00      |
| Abstentions    | Abstentions       | Abstentions    | 4 104        | 50,09        | 4 211       | 51,40       |
| Votants        | Votants           | Votants        | 4 089        | 49,91        | 3 982       | 48,60       |
| Blancs et nuls | Blancs et nuls    | Blancs et nuls | 222          | 5,43         | 207         | 5,20        |
| Exprimés       | Exprimés          | Exprimés       | 3 867        | 94,57        | 3 775       | 94,80       |

*sortant

### Canton de Lussac-les-Châteaux
| Candidats      | Candidats         | Étiquette      | Premier tour | Premier tour |
| Candidats      | Candidats         | Étiquette      | Voix         | %            |
| -------------- | ----------------- | -------------- | ------------ | ------------ |
|                | Thierry Mesmin*   | PS             | 1 959        | 57,08        |
|                | Jean-Luc Madej    | DVD            | 988          | 28,79        |
|                | Jean-Marc Lafoy   | PCF            | 276          | 8,04         |
|                | Calixte Megnassan | EÉLV           | 209          | 6,09         |
|                |                   |                |              |              |
| Inscrits       | Inscrits          | Inscrits       | 6 591        | 100,00       |
| Abstentions    | Abstentions       | Abstentions    | 3 057        | 46,38        |
| Votants        | Votants           | Votants        | 3 534        | 53,62        |
| Blancs et nuls | Blancs et nuls    | Blancs et nuls | 102          | 2,89         |
| Exprimés       | Exprimés          | Exprimés       | 3 432        | 97,11        |

*sortant

### Canton de Mirebeau
| Candidats      | Candidats          | Étiquette      | Premier tour | Premier tour |
| Candidats      | Candidats          | Étiquette      | Voix         | %            |
| -------------- | ------------------ | -------------- | ------------ | ------------ |
|                | Denis Brunet*      | DVD            | 1 378        | 60,15        |
|                | Claudette Demantke | PS             | 610          | 26,63        |
|                | Alix René          | EÉLV           | 303          | 13,23        |
|                |                    |                |              |              |
| Inscrits       | Inscrits           | Inscrits       | 5 004        | 100,00       |
| Abstentions    | Abstentions        | Abstentions    | 2 594        | 51,84        |
| Votants        | Votants            | Votants        | 2 410        | 48,16        |
| Blancs et nuls | Blancs et nuls     | Blancs et nuls | 119          | 4,94         |
| Exprimés       | Exprimés           | Exprimés       | 2 291        | 95,06        |

*sortant

### Canton de Moncontour
| Candidats      | Candidats            | Étiquette      | Premier tour | Premier tour | Second tour | Second tour |
| Candidats      | Candidats            | Étiquette      | Voix         | %            | Voix        | %           |
| -------------- | -------------------- | -------------- | ------------ | ------------ | ----------- | ----------- |
|                | Édouard Renaud*      | DVD            | 978          | 43,72        | 1 251       | 51,52       |
|                | Christian Moreau     | SE             | 837          | 37,42        | 1 177       | 48,48       |
|                | Nicolas Turquois     | MoDem          | 160          | 7,15         |             |             |
|                | Jean-Pierre Armandin | PS             | 154          | 6,88         |             |             |
|                | Alain Thiollet       | PCF            | 108          | 4,83         |             |             |
|                |                      |                |              |              |             |             |
| Inscrits       | Inscrits             | Inscrits       | 3 673        | 100,00       | 3 672       | 100,00      |
| Abstentions    | Abstentions          | Abstentions    | 1 357        | 36,95        | 1 120       | 30,50       |
| Votants        | Votants              | Votants        | 2 316        | 63,05        | 2 552       | 69,50       |
| Blancs et nuls | Blancs et nuls       | Blancs et nuls | 79           | 3,41         | 124         | 4,86        |
| Exprimés       | Exprimés             | Exprimés       | 2 237        | 96,59        | 2 428       | 95,14       |

*sortant

### Canton de Neuville-de-Poitou
| Candidats      | Candidats                   | Étiquette      | Premier tour | Premier tour | Second tour | Second tour |
| Candidats      | Candidats                   | Étiquette      | Voix         | %            | Voix        | %           |
| -------------- | --------------------------- | -------------- | ------------ | ------------ | ----------- | ----------- |
|                | Yves Rouleau*               | PS             | 1 956        | 37,36        | 3 053       | 62,03       |
|                | Stéphanie Delhumeau-Didelot | UMP            | 1 183        | 22,59        | 1 869       | 37,97       |
|                | Jean-Luc Rivière            | FN             | 810          | 15,47        |             |             |
|                | Frédéric Bouchareb          | EÉLV           | 648          | 12,83        |             |             |
|                | Brigitte Archambault        | PCF            | 276          | 5,27         |             |             |
|                | Alain Verdin                | DVD            | 191          | 3,65         |             |             |
|                | Bruno Riondet               | ALT            | 107          | 2,04         |             |             |
|                | Jacques Vergneau            | POI            | 65           | 1,24         |             |             |
|                |                             |                |              |              |             |             |
| Inscrits       | Inscrits                    | Inscrits       | 12 369       | 100,00       | 12 369      | 100,00      |
| Abstentions    | Abstentions                 | Abstentions    | 6 944        | 56,14        | 7 069       | 57,15       |
| Votants        | Votants                     | Votants        | 5 425        | 43,86        | 5 300       | 42,85       |
| Blancs et nuls | Blancs et nuls              | Blancs et nuls | 189          | 3,48         | 378         | 7,13        |
| Exprimés       | Exprimés                    | Exprimés       | 5 236        | 96,52        | 4 922       | 92,87       |

*sortant

### Canton de Pleumartin
| Candidats      | Candidats          | Étiquette      | Premier tour | Premier tour | Second tour | Second tour |
| Candidats      | Candidats          | Étiquette      | Voix         | %            | Voix        | %           |
| -------------- | ------------------ | -------------- | ------------ | ------------ | ----------- | ----------- |
|                | Bernard Doury*     | DVD            | 887          | 28,81        | 1 627       | 58,91       |
|                | Daniel Tremblais   | PS             | 507          | 16,47        | 1 135       | 41,09       |
|                | Pascale Moreau     | DVD            | 418          | 13,58        |             |             |
|                | Bernard Jacob      | DVD            | 351          | 11,40        |             |             |
|                | Gilles Sauvion     | PCF            | 266          | 8,64         |             |             |
|                | Jean-Michel Mazaud | UMP            | 263          | 8,54         |             |             |
|                | Eric Soulat        | FN             | 233          | 7,57         |             |             |
|                | Pascale Michalski  | EÉLV           | 154          | 5,00         |             |             |
|                |                    |                |              |              |             |             |
| Inscrits       | Inscrits           | Inscrits       | 5 331        | 100,00       | 5 331       | 100,00      |
| Abstentions    | Abstentions        | Abstentions    | 2 195        | 41,17        | 2 396       | 44,94       |
| Votants        | Votants            | Votants        | 3 136        | 58,83        | 2 935       | 55,06       |
| Blancs et nuls | Blancs et nuls     | Blancs et nuls | 57           | 1,82         | 173         | 5,89        |
| Exprimés       | Exprimés           | Exprimés       | 3 079        | 98,18        | 2 762       | 94,11       |

*sortant

### Canton de Poitiers-4
| Candidats      | Candidats                  | Étiquette      | Premier tour | Premier tour | Second tour | Second tour |
| Candidats      | Candidats                  | Étiquette      | Voix         | %            | Voix        | %           |
| -------------- | -------------------------- | -------------- | ------------ | ------------ | ----------- | ----------- |
|                | Martine Gaboreau*          | PS             | 1 452        | 32,39        | 2 517       | 53,66       |
|                | Jean-Pierre Lagrange       | DVD            | 1 446        | 32,26        | 2 174       | 46,34       |
|                | Claude Thibault            | EÉLV           | 496          | 11,06        |             |             |
|                | Hubert Adeline             | FN             | 419          | 9,35         |             |             |
|                | Nathalie Rimbault-Raitière | PCF            | 264          | 5,89         |             |             |
|                | Olivier Colin              | SE             | 235          | 5,24         |             |             |
|                | Anne Béneteau-Péan         | MoDem          | 123          | 2,74         |             |             |
|                | Laure Brard                | SE             | 48           | 1,07         |             |             |
|                |                            |                |              |              |             |             |
| Inscrits       | Inscrits                   | Inscrits       | 11 203       | 100,00       | 11 203      | 100,00      |
| Abstentions    | Abstentions                | Abstentions    | 6 646        | 59,32        | 6 307       | 56,30       |
| Votants        | Votants                    | Votants        | 4 557        | 40,68        | 4 896       | 43,70       |
| Blancs et nuls | Blancs et nuls             | Blancs et nuls | 74           | 1,62         | 205         | 4,19        |
| Exprimés       | Exprimés                   | Exprimés       | 4 483        | 98,38        | 4 691       | 95,81       |

*sortant

### Canton de Saint-Gervais-les-Trois-Clochers
| Candidats      | Candidats         | Étiquette      | Premier tour | Premier tour |
| Candidats      | Candidats         | Étiquette      | Voix         | %            |
| -------------- | ----------------- | -------------- | ------------ | ------------ |
|                | Alain Pichon      | DVD            | 1 169        | 57,28        |
|                | Dominique Gougeon | PS             | 306          | 14,99        |
|                | Claude Royer      | FN             | 289          | 14,16        |
|                | Éliane Grellety   | EÉLV           | 173          | 8,48         |
|                | Laurence Pilot    | PG             | 104          | 5,10         |
|                |                   |                |              |              |
| Inscrits       | Inscrits          | Inscrits       | 4 042        | 100,00       |
| Abstentions    | Abstentions       | Abstentions    | 1 941        | 48,02        |
| Votants        | Votants           | Votants        | 2 101        | 51,98        |
| Blancs et nuls | Blancs et nuls    | Blancs et nuls | 60           | 2,86         |
| Exprimés       | Exprimés          | Exprimés       | 2 041        | 97,14        |

*sortant

### Canton de Saint-Julien-l'Ars
| Candidats      | Candidats                  | Étiquette      | Premier tour | Premier tour | Second tour | Second tour |
| Candidats      | Candidats                  | Étiquette      | Voix         | %            | Voix        | %           |
| -------------- | -------------------------- | -------------- | ------------ | ------------ | ----------- | ----------- |
|                | Xavier Moinier             | PS             | 1 651        | 35,99        | 2 974       | 66,04       |
|                | Brigitte de Larochelambert | DVD            | 964          | 21,01        | 1 529       | 33,96       |
|                | Denis Herpin               | EÉLV           | 647          | 14,10        |             |             |
|                | Joël Redonnet              | FN             | 558          | 12,16        |             |             |
|                | Daniel Mathé               | PCF            | 440          | 9,59         |             |             |
|                | Christian de Chalain       | SE             | 267          | 2,65         |             |             |
|                | Michel Laffond             | POI            | 61           | 1,33         |             |             |
|                |                            |                |              |              |             |             |
| Inscrits       | Inscrits                   | Inscrits       | 10 071       | 100,00       | 10 071      | 100,00      |
| Abstentions    | Abstentions                | Abstentions    | 5 315        | 52,78        | 5 265       | 52,28       |
| Votants        | Votants                    | Votants        | 4 756        | 47,22        | 4 806       | 47,72       |
| Blancs et nuls | Blancs et nuls             | Blancs et nuls | 168          | 3,53         | 303         | 6,30        |
| Exprimés       | Exprimés                   | Exprimés       | 4 588        | 96,47        | 4 503       | 93,70       |

### Canton de la Trimouille
| Candidats      | Candidats        | Étiquette      | Premier tour | Premier tour |
| Candidats      | Candidats        | Étiquette      | Voix         | %            |
| -------------- | ---------------- | -------------- | ------------ | ------------ |
|                | Hervé Vallet*    | DVD            | 793          | 59,05        |
|                | Raymond Gallet   | SE             | 309          | 23,01        |
|                | Dominique Carre  | PS             | 183          | 13,63        |
|                | Francis Noirault | PCF            | 58           | 4,32         |
|                |                  |                |              |              |
| Inscrits       | Inscrits         | Inscrits       | 2 372        | 100,00       |
| Abstentions    | Abstentions      | Abstentions    | 988          | 41,65        |
| Votants        | Votants          | Votants        | 1 384        | 58,35        |
| Blancs et nuls | Blancs et nuls   | Blancs et nuls | 41           | 2,96         |
| Exprimés       | Exprimés         | Exprimés       | 1 343        | 97,04        |

*sortant

### Canton des Trois-Moutiers
| Candidats      | Candidats          | Étiquette      | Premier tour | Premier tour |
| Candidats      | Candidats          | Étiquette      | Voix         | %            |
| -------------- | ------------------ | -------------- | ------------ | ------------ |
|                | Dominique Réant*   | DVD            | 1 079        | 57,03        |
|                | Jeanne Baillergeau | PS             | 471          | 24,89        |
|                | Jacques Soulis     | FN             | 273          | 14,43        |
|                | Gérard Hoyez       | PCF            | 69           | 3,65         |
|                |                    |                |              |              |
| Inscrits       | Inscrits           | Inscrits       | 3 824        | 100,00       |
| Abstentions    | Abstentions        | Abstentions    | 1 868        | 48,85        |
| Votants        | Votants            | Votants        | 1 956        | 51,15        |
| Blancs et nuls | Blancs et nuls     | Blancs et nuls | 64           | 3,27         |
| Exprimés       | Exprimés           | Exprimés       | 1 892        | 96,73        |

*sortant

### Canton de Vouillé
| Candidats      | Candidats          | Étiquette      | Premier tour | Premier tour |
| Candidats      | Candidats          | Étiquette      | Voix         | %            |
| -------------- | ------------------ | -------------- | ------------ | ------------ |
|                | Claude Bertaud*    | UMP            | 3 321        | 60,05        |
|                | Claudette Rigollet | PS             | 1 246        | 22,53        |
|                | Hélène Shemwell    | EÉLV           | 625          | 11,30        |
|                | Anne Moreau        | PG             | 338          | 6,11         |
|                |                    |                |              |              |
| Inscrits       | Inscrits           | Inscrits       | 11 395       | 100,00       |
| Abstentions    | Abstentions        | Abstentions    | 5 707        | 50,08        |
| Votants        | Votants            | Votants        | 5 688        | 49,92        |
| Blancs et nuls | Blancs et nuls     | Blancs et nuls | 158          | 2,78         |
| Exprimés       | Exprimés           | Exprimés       | 5 530        | 97,22        |

*sortant